# Баварський лев

Герб вільної держави Баварія

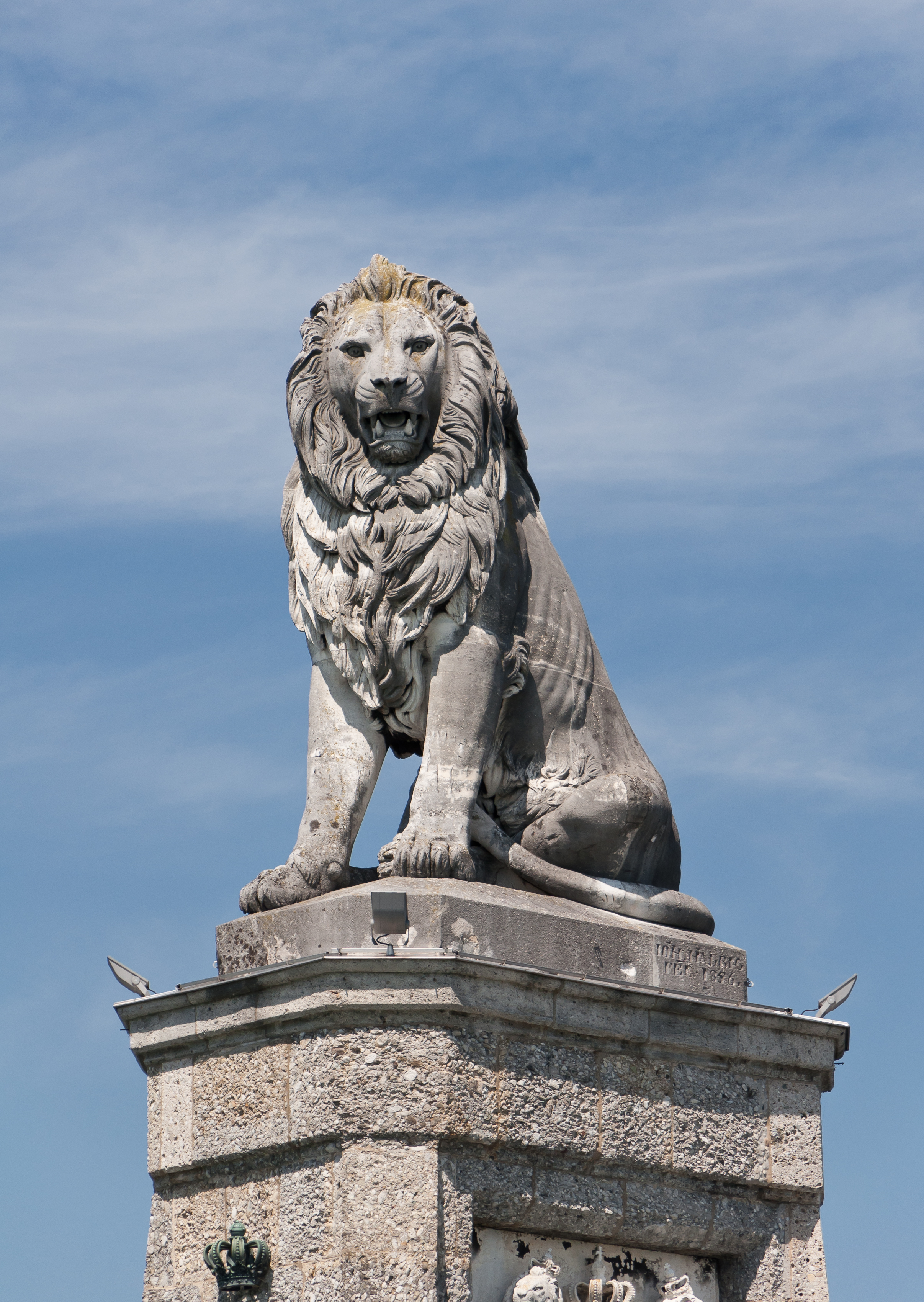
Вхід до гавані Ліндау

Баварський лев — геральдичний символ, що кілька разів з'являється на державному гербі Баварії. Він також є символічною фігурою Вільної Держави Баварія, зокрема на пам'ятниках і нагородах.

## Державний герб
У трьох гербових полях з п'яти гербового щита Баварії ще з часів Баварського королівства розміщено левів. Два золоті леви з червоним озброєнням підтримують щит тримачі.
«Золотий лев» у чорному полі символізує адміністративний округ Верхній Пфальц, це Пфальцький лев. Червоно-білі граблі позначають три франконські адміністративні округи Середню, Верхню та Нижню Франконію, блакитна пантера — Нижню та Верхню Баварію, а три чорні леви символізують Швабський адміністративний округ.
Серцевий щит містить білі та блакитні ромби, у розмовній мові відомі як рута, які походять від графів Богенів і були прийняті Віттельсбахами після придбання їх володіння.

## Історія
1214 року лев став геральдичною твариною в родині Віттельсбахів. Після вимирання чоловічої лінії пфальцграфів Пфальцького курфюрства король Фрідріх II присвоїв титул курфюрста Пфальцу Отто II, сину Людвіга Кельгеймера з дому Віттельсбахів. У 1212 році, у віці шести років, Отто був одружений на доньці графа Пфальцу. Поки він був ще неповнолітнім, Людовик правив за нього. Лише в 1228 році Оттон зміг вступити на посаду. У 1229 році він запровадив офіційний герб для курфюрства Пфальц із золотим левом на чорному тлі, після того як попередні курфюрсти Пфальцу вже використовували різних левів у своїх приватних гербах.
Згодом Віттельсбахи прийняли лева як геральдичну тварину для всіх старобаварських і пфальцьких ліній. 1242 року були офіційно додані ромби. Тоді рід графів Богенів вимер і був успадкований Віттельсбахами. Об'єднаний герб з ромбів та левів вперше задокументований у 1330 році: два леви і два ромбові поля стоять по діагоналі в почетвертованому щиті. Цей герб був продовжений у різних варіаціях обома лініями.
1806 року на свій перший герб взяло лева новостворене Баварське королівство, але відмовилося від нього того ж року, коли було введено другий герб. Тоді левів використовували лише як щитотримачів у зображенні великого герба. Лише Людвіг I знову підкреслив регіональний зв'язок свого правління, тому в 1835 році він запровадив новий асоціативний герб, який знову містив пфальцького лева. Він залишався у вжитку до кінця монархії у 1918 році. Вільна держава Баварія також використовувала пфальцького лева з 1923 року, але у версії від 1950 року він більше не позначає Рейнський Пфальц, а адміністративний округ Верхній Пфальц.
ТВідомо також, що Віттельсбахи тримали живих левів у різних замках і фортецях. Відомо, що з 1491 року при Старому дворі Мюнхена працював левовод, а в 1493 році Гартман Шедель повідомив про народження там молодих левенят у хроніці, названій його ім'ям, Schedel'schen Weltchronik. Тварин можна простежити в Мюнхені щонайменше 250 років, і вони також були цінними подарунками від герцогів. У 1551 році дві тварини були подаровані курфюрстському двору в Гейдельберзі, а в 1554 році одна — графу Палатину в Нойбурзі. У 1580 році в Альтер-Гофі на Бурґштрассе було збудовано окремий лев'ячий будиночок, а в 1614 році один з аугсбурзьких патриціїв повідомив, що в Альтер-Гофі утримується лев. Останній відомий господар левів помер у 1734 році. У Ландсгутському замку Траусніц зберігся колишній левиний рів.

## Пам'ятники

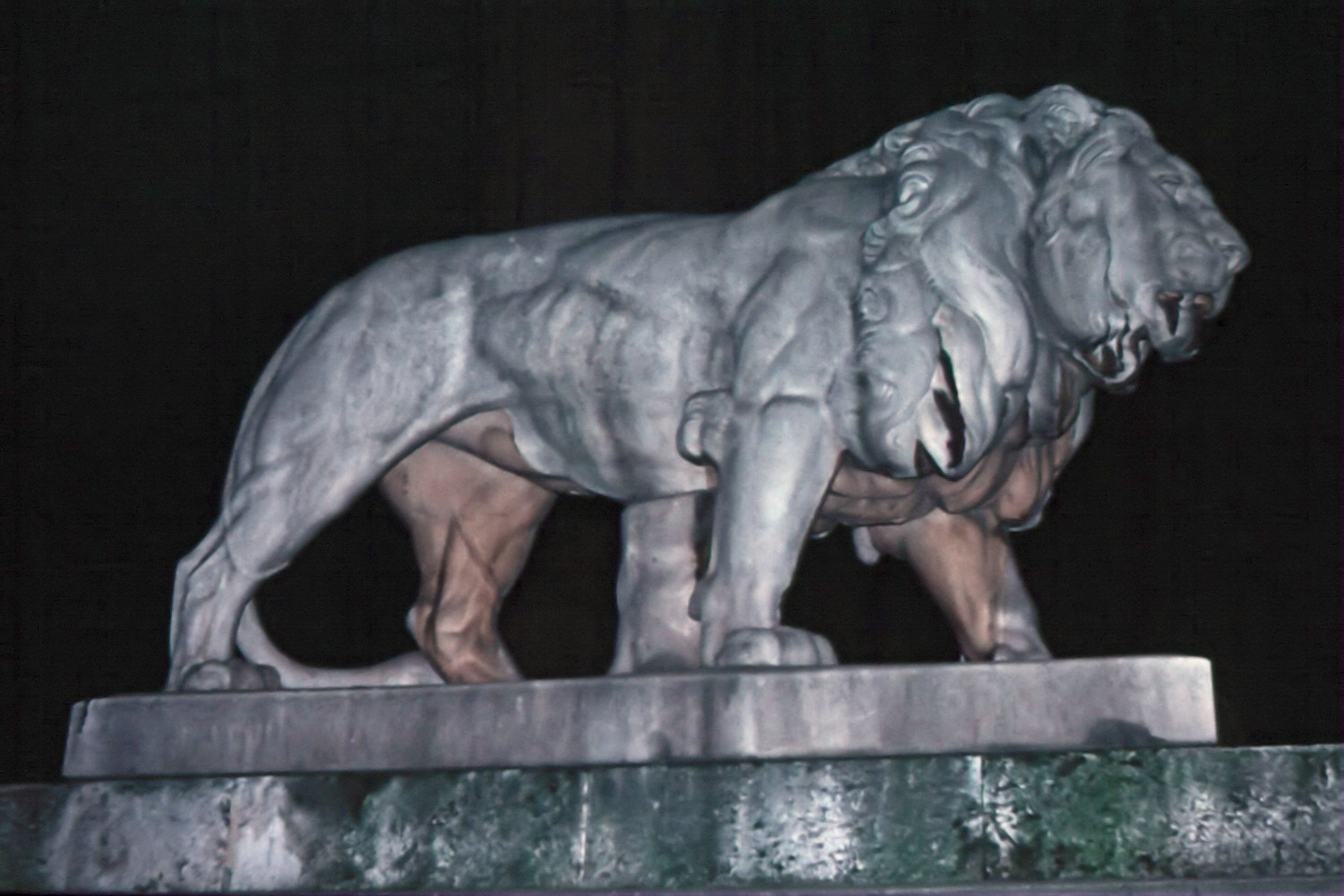
Лев у Фельдгеррнгалле

- Два головних входи в Мюнхенську резиденцію з 1616 року охороняють по два леви[4].
- Баварський лев спочиває біля підніжжя колони Отто в Оттобрунні, відкритої в 1834 році.
- Обабіч входу в Фельдгеррнгалле у Мюнхені є кам'яні леви.
- Баварський лев знаходиться поруч зі статуєю Баварії, встановленою між 1843 і 1850 роками над Терезієнвізе.
- З 1856 року вхід у гавань Ліндау зі східного боку обрамляє статуя лева.
- З 1905 року лев сидить на монументі Оберлендеру у Ваакірхені.
- Пам'ятник леву знаходиться біля Бад-Аббаха, 1794/96.

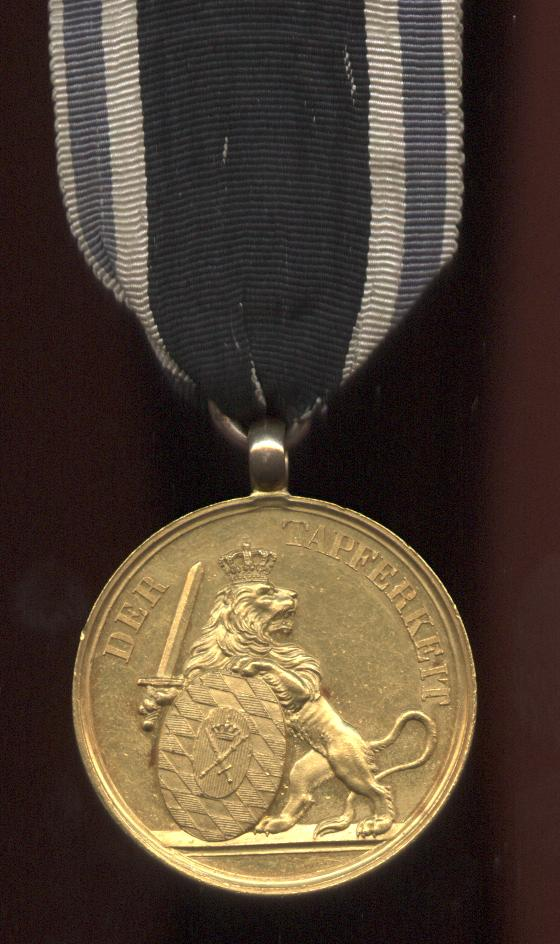
Баварська медаль за відвагу, реверс

## Нагороди
- Зворотний бік баварської медалі за хоробрість прикрашений зображенням баварського лева.
- «Баварський лев» — нагорода Міністерства сільського господарства Баварії.
- Міністерство економіки Баварії щороку відзначає середні компанії, які особливо швидко розвиваються, нагородою «50 найкращих у Баварії».
- Розіграш нагород переможців округу за Лева прем'єр-міністра Баварії[5].
- Щороку Баварський аматорський кінофестиваль (BAF) нагороджує головним призом Великого баварського лева з діамантовим щитом, а також чотирьох інших баварських левів за найкращі аматорські фільми року[6].
- Символом премії Баварської книжкової премії, яку з 2014 року присуджує уряд землі Баварія, є білий лев[7].

## Інше
- До свого розформування 60-та піонерська навчальна бригада мала назву «Баварський лев»[8].
- Футболістів Мюнхен 1860 також називають «Мюнхенські леви» або скорочено «Леви».